# Chelonarium unifasciatum
Chelonarium unifasciatum là một loài bọ cánh cứng trong họ Chelonariidae. Loài này được Reitter miêu tả khoa học đầu tiên năm 1886.